# Hedqvistia reticulata
Hedqvistia reticulata är en stekelart som beskrevs av Gibson 2003. Hedqvistia reticulata ingår i släktet Hedqvistia och familjen puppglanssteklar.
Artens utbredningsområde är Ecuador. Inga underarter finns listade i Catalogue of Life.